# Railway Story
Railway Story（レイルウェイ・ストーリー）は、民放衛星放送局のWOWOWが制作・放送する鉄道紀行番組。JSB日本衛星放送として開局した1990年から続く長寿番組である。2014年3月現在、166本が制作されている。

## 概要
鉄道絡みの番組は、車窓とその風景や沿線の名所（観光地）・名物等を紹介した旅番組であることが多いが、この番組は「鉄道」を中心に車両・駅・路線・設備などを映す事を主軸としつつ、沿線の名所や歴史等も数多く紹介し、鉄道ファンのみならず様々な視聴者が楽しめるよう構成されている。
主に海外の鉄道を対象としているが、1994年には日本国内の鉄道も取り上げたことがある（北海道1回・九州1回）。2014年3月、20年ぶりに日本国内の鉄道が東日本大震災から3年経過したのを機に取り上げられた（東北4回）。
製作協力は鉄道ジャーナル。ここ最近（およそ2007年 - ）では上述の通り鉄道関連の紹介に限らず、訪れる地域の『歴史』をふまえた、建造物（遺跡・遺産なども含む）・観光名所・文化・名産品・現地の人々の生活様式も主に紹介されるようになった。
2000年12月1日のデジタル放送開始後の翌年9月放送分よりより順次ハイビジョン撮影となり、面比が16:9にトリミングまたは拡大されサラウンド音響放送も実施。2021年3月1日に新4Kチャンネル「WOWOW 4K」の開局後は、これまでの放送回から画素変換を行い高精細された「4Kリストア版」として同チャンネルにて順次放送。同局のほか、CSの旅チャンネル及び食&健康バラエティ★フーディーズTVへも番販して放送されている（以前はtvk、チバテレビでも放送されていた）。CSでの放送話数はWOWOWでの放送順とは異なっており、また旅チャンネルでは2008年6月から一部の話数ナンバーが変更されている。
また、本番組の素材を利用た短編（5分 - 10分）の「鉄道ものがたり」という番組も存在する。こちらはWOWOWにて映画の幕間番組として、映画終了時の余り時間などにノンスクランブル（無料）にて放送されている。

## 放送日時
- WOWOW：不定期

遅れネット
- 旅チャンネル - 不定期
- 食&健康バラエティ★フーディーズTV - 不定期
- テレビ埼玉 - 2011年4月から、毎週水曜 20:00 - 20:55
かつては毎週日曜の同時間帯で、2011年3月25日までは毎週金曜の同時間帯だった。同年9月をもって放送終了。
- tvk - 毎週金曜 20:00 - 20:55
- チバテレビ - 不定期
- KBS京都 - 不定期
- BS11 - 毎週金曜 19:00-19:58(2015年4月10日から）…世界の鉄道　絶景の旅～レイルウェイストーリー　として旧作の放送

第1回　イギリス　鉄道創始国の歴史を訪ねて
第2回　イギリス　名作と歴史の舞台を訪ねて
第3回　フランス　高速鉄道の歴史を辿って
第4回　フランス　花の都パリより地中海へ向かって
第5回　ドイツ　ライン川を下り北海の港町へ
第6回　ドイツ　大作曲家の足跡を訪ねて
- BS12 トゥエルビ (2019年9月 -) 第55回より放送

## 出演者・スタッフ
- ナレーター：高柳謙一
- 構成：市川幸宏、猪股洋
- ディレクター：牧野栄次、太田隆士
- プロデューサー：大村英治
- 監修：窪田太郎
- 製作：JSB日本衛星放送→WOWOW、ワンハート

## 放映リスト

### 1990年代
| 放送日     | 話数 | サブタイトル                                                                                   |
| ---------- | ---- | ---------------------------------------------------------------------------------------------- |
| 1990/12/7  | 1    | 新生ドイツ鉄道名鑑 Part-1 フランクフルト〜ベルリン                                             |
| 1991/1/5   | 2    | 新生ドイツ鉄道名鑑 Part-2 ベルリン〜レーゲンスブルク                                           |
| 1991/2/21  | 3    | マレーシア半島縦断2000キロ                                                                     |
| 1991/3/7   | 4    | オーストラリア鉄道                                                                             |
| 1991/4/22  | 5    | よみがえる鉄道王国アメリカ                                                                     |
| 1991/5/20  | 6    | 快走 TALGO EXPRESS                                                                             |
| 1991/6/24  | 7    | 躍進！ 韓国鉄道のすべて                                                                        |
| 1991/7/6   | 8    | 色彩とデザインの国 イタリア                                                                    |
| 1991/8/16  | 9    | イギリス                                                                                       |
| 1991/9/10  | 10   | オーストリア鉄道 アルプスとドナウに沿って                                                      |
| 1991/10/10 | 11   | フランス                                                                                       |
| 1991/11/14 | 12   | ハンガリー／チェコスロバキア                                                                   |
| 1991/12/15 | 13   | セント・ローレンス河に沿って                                                                   |
| 1992/1/12  | 14   | 香港・広州の鉄道〜華南鉄路事情〜                                                               |
| 1992/2/12  | 15   | アメリカ東海岸（合衆国）                                                                       |
| 1992/3/4   | 16   | 台湾 鐵路環島一千公里                                                                          |
| 1992/4/6   | 17   | 南米大陸縦断10000キロ Part1〜赤道を越えて ベネズエラ・エクアドル ・ペルー                      |
| 1992/4/13  | 18   | 南米大陸縦断10000キロ Part2〜時を越えて ペルー・ボリビア・パラグアイ                           |
| 1992/4/20  | 19   | 南米大陸縦断10000キロ Part3〜アンデスを越えて アルゼンチン・チリ                               |
| 1992/5/8   | 20   | ニュージーランド                                                                               |
| 1992/7/10  | 21   | ノルウェー 北極圏の列車達                                                                      |
| 1992/9/13  | 22   | オーストラリア中西部                                                                           |
| 1992/11/13 | 23   | スウェーデン 北欧の鉄道王国                                                                    |
| 1993/1/13  | 24   | バルト3国                                                                                      |
| 1993/3/6   | 25   | メキシコ鉄道                                                                                   |
| 1994/4/4   | 26   | ポルトガル                                                                                     |
| 1994/5/2   | 27   | モロッコ                                                                                       |
| 1994/6/6   | 28   | オランダ                                                                                       |
| 1994/7/4   | 29   | ベルギー・ルクセンブルク                                                                       |
| 1994/8/1   | 30   | フィンランド                                                                                   |
| 1994/8/29  | 31   | 特選！ 日本の名列車 北海道                                                                     |
| 1994/9/5   | 32   | 特選！ 日本の名列車 九州                                                                       |
| 1994/10/3  | 33   | デンマーク                                                                                     |
| 1994/11/7  | 34   | アメリカ中西部                                                                                 |
| 1994/12/5  | 35   | チュニジア                                                                                     |
| 1995/2/6   | 36   | ギリシア                                                                                       |
| 1995/3/6   | 37   | タイ                                                                                           |
| 1995/4/3   | 38   | ポーランド                                                                                     |
| 1995/5/8   | 39   | ドイツ 超特急ICE                                                                               |
| 1995/6/5   | 40   | フランス世界最速特急TGV 〜ユーロスター〜                                                       |
| 1995/7/3   | 41   | スペイン 超高速列車〜AVEの全て〜                                                               |
| 1995/8/7   | 42   | カナダ太平洋岸                                                                                 |
| 1995/9/4   | 43   | スイス 〜アルプスを駆ける名列車〜                                                              |
| 1996/1/7   | 44   | ルーマニア ドナウ沿いを走るインターシティ                                                      |
| 1997/11/23 | 45   | ロシア縦断5000キロPart1 黒海〜モスクワへ                                                       |
| 1997/11/24 | 46   | ロシア縦断5000キロPart2 モスクワ〜北極海へ                                                     |
| 1997/12/21 | 47   | エジプト 〜悠久の大河ナイルを行く〜                                                            |
| 1998/1/18  | 48   | 北イタリア〜ヨーロッパ 南回り大幹線〜                                                          |
| 1998/2/15  | 49   | 鉄道王国インド Part1 〜ガンジス川に沿って〜                                                    |
| 1998/3/15  | 50   | 鉄道王国インド Part2 〜マハラジャの道を行く〜                                                  |
| 1999/1/17  | 51   | アメリカ横断8000キロ Part-1 ワシントン〜ニューヨーク〜ボストン                                 |
| 1999/2/14  | 52   | アメリカ横断8000キロ Part-2 鉄道首都シカゴ（ボストン〜シカゴ〜デンバー）                       |
| 1999/2/21  | 53   | アメリカ横断8000キロ Part-3 ロッキーを越えて（デンバー〜ソルトレイクシティ〜サンフランシスコ） |
| 1999/2/25  | 54   | アメリカ横断8000キロ Part-4 シアトル〜サンフランシスコ〜ロサンゼルス                           |
| 1999/10/10 | 55   | ヨーロッパ横断4000キロ Part-1 パリ〜ミュンヘン                                                 |
| 1999/10/17 | 56   | ヨーロッパ横断4000キロ Part-2 ミュンヘン〜ウィーン〜ブダペスト                                 |
| 1999/10/24 | 57   | ヨーロッパ横断4000キロ Part-3 ブダペスト〜ブカレスト                                           |
| 1999/10/31 | 58   | ヨーロッパ横断4000キロ Part-4 ブカレスト〜ソフィア〜イスタンブール                             |

### 2000年代
| 放送日     | 話数 | サブタイトル                                                                                |
| ---------- | ---- | ------------------------------------------------------------------------------------------- |
| 2000/7/2   | 59   | オーストラリア大走破9000キロ Part-1 ケアンズ〜ブリスベン                                    |
| 2000/7/9   | 60   | オーストラリア大走破9000キロ Part-2 ブリスベン〜シドニー〜キャンベラ                        |
| 2000/7/23  | 61   | オーストラリア大走破9000キロ Part-3 シドニー〜メルボルン〜アデレード                        |
| 2000/7/30  | 62   | オーストラリア大走破9000キロ Part-4 アデレート〜アリススプリングス〜パース                  |
| 2001/9/23  | 63   | 大中国は未来へ Part-1 北京〜上海                                                            |
| 2001/9/30  | 64   | 大中国は未来へ Part-2 上海〜長沙                                                            |
| 2001/10/7  | 65   | 大中国は未来へ Part-3 長沙〜広州                                                            |
| 2001/10/14 | 66   | 大中国は未来へ Part-4 広州〜香港                                                            |
| 2002/9/22  | 67   | 英国東海岸幹線を行く 〜鉄道創始国の歴史を訪ねて〜ロンドン〜ヨーク〜エディンバラ〜カーライル |
| 2002/9/29  | 68   | 英国西海岸幹線を行く 〜名作と歴史の舞台を訪ねて〜湖水地方〜ハワース〜シュルーズベリー       |
| 2002/10/20 | 69   | アルプス登山鉄道 〜白銀の大パノラマ目指して〜                                               |
| 2002/10/27 | 70   | 憧れのスイス氷河急行 〜アルペンリゾートの絶景を車窓に〜                                     |
| 2002/11/10 | 71   | イタリアンデザインの列車達 〜悠久の古都を訪ねて〜                                           |
| 2002/11/17 | 72   | 情熱の国スペイン 〜イベリア半島横断の旅〜                                                   |
| 2003/11/16 | 73   | デンマーク・海上の鉄路を行く                                                                |
| 2003/11/23 | 74   | スウェーデン・スカンジナビアの鉄道王国                                                      |
| 2003/11/30 | 75   | ノルウェー・きらめく大フィヨルドを目指して                                                  |
| 2003/12/7  | 76   | フィンランド・森と湖のワンダーランド を行く                                                 |
| 2004/11/7  | 77   | ポーランド・栄光と復興の歴史を辿って                                                        |
| 2004/11/14 | 78   | チェコ・黄金のプラハよりモラビアの大地へ                                                    |
| 2004/11/21 | 79   | スロバキア・中欧の山岳地帯を駆け抜けて                                                      |
| 2004/11/28 | 80   | ハンガリー・千年王国の大平原を行く                                                          |
| 2005/11/27 | 81   | ベトナム縦断・南北統一鉄道 PART-1                                                           |
| 2005/12/4  | 82   | ベトナム縦断・南北統一鉄道 PART-2                                                           |
| 2005/12/11 | 83   | ベトナム縦断・南北統一鉄道 PART-3                                                           |
| 2005/12/18 | 84   | ベトナム縦断・南北統一鉄道 PART-4                                                           |
| 2006/10/28 | 85   | 中国・悠久のシルクロード大紀行 天山北路を行く-1                                             |
| 2006/11/4  | 86   | 中国・悠久のシルクロード大紀行 天山北路を行く-2                                             |
| 2006/11/18 | 87   | 中国・悠久のシルクロード大紀行 天山南路を行く-1                                             |
| 2006/11/25 | 88   | 中国・悠久のシルクロード大紀行 天山南路を行く-2                                             |
| 2006/9/23  | 89   | 魅惑の古都をつなぐ高速列車 フランス〜ドイツ Part-1                                          |
| 2006/9/30  | 90   | 魅惑の古都をつなぐ高速列車フランス〜ドイツ Part-2                                           |
| 2006/10/7  | 91   | 魅惑の古都をつなぐ高速列車フランス〜ドイツ Part-3                                           |
| 2006/10/14 | 92   | 魅惑の古都をつなぐ高速列車フランス〜ドイツ Part-4                                           |
| 2007/11/18 | 93   | 〜太平洋から大西洋へ〜カナダ横断7000キロ Part-1                                             |
| 2007/11/25 | 94   | 〜太平洋から大西洋へ〜カナダ横断7000キロ Part-2                                             |
| 2007/12/2  | 95   | 〜太平洋から大西洋へ〜カナダ横断7000キロ Part-3                                             |
| 2007/12/9  | 96   | 〜太平洋から大西洋へ〜カナダ横断7000キロ Part-4                                             |
| 2008/2/24  | 97   | 南米・民族融合の大陸を行く-1 ペルー                                                         |
| 2008/3/2   | 98   | 南米・民族融合の大陸を行く-2 ブラジル                                                       |
| 2008/3/9   | 99   | 南米・民族融合の大陸を行く-3 アルゼンチン(1)                                                |
| 2008/3/16  | 100  | 南米・民族融合の大陸を行く-4 アルゼンチン(2)                                                |
| 2008/6/15  | 101  | ポルトガル 郷愁の大地へ-1                                                                   |
| 2008/6/22  | 102  | ポルトガル 郷愁の大地へ-2                                                                   |
| 2008/7/6   | 103  | モロッコ 幻想の旅へ-1                                                                       |
| 2008/7/13  | 104  | モロッコ 幻想の旅へ-2                                                                       |
| 2009/2/15  | 105  | マレー半島縦断 Part-1                                                                       |
| 2009/2/22  | 106  | マレー半島縦断 Part-2                                                                       |
| 2009/3/1   | 107  | タイ縦断 Part-1                                                                             |
| 2009/3/8   | 108  | タイ縦断 Part-2                                                                             |
| 2009/6/15  | 109  | 美しき、地球の箱庭 ニュージーランド大走破 Part-1                                            |
| 2009/6/22  | 110  | 美しき、地球の箱庭 ニュージーランド大走破 Part-2                                            |
| 2009/7/12  | 111  | インドネシア ジャワ島大走破 Part-1                                                          |
| 2009/7/19  | 112  | インドネシア ジャワ島大走破 Part-2                                                          |
| 2009/12/12 | 113  | シベリア鉄道9300キロを行く Part-1                                                           |
| 2009/12/19 | 114  | シベリア鉄道9300キロを行く Part-2                                                           |
| 2009/12/26 | 115  | シベリア鉄道9300キロを行く Part-3                                                           |

### 2010年代
| 放送日     | 話数 | サブタイトル                                                         |
| ---------- | ---- | -------------------------------------------------------------------- |
| 2010/1/2   | 116  | シベリア鉄道9300キロを行く Part-4                                    |
| 2010/3/27  | 117  | 鉄道大国・北インド大紀行 Part-1                                      |
| 2010/3/28  | 118  | 鉄道大国・北インド大紀行 Part-2                                      |
| 2010/4/3   | 119  | 鉄道大国・北インド大紀行 Part-3                                      |
| 2010/4/4   | 120  | 鉄道大国・北インド大紀行 Part-4                                      |
| 2010/7/10  | 121  | 韓国周遊1300キロ Part-1                                              |
| 2010/7/17  | 122  | 韓国周遊1300キロ Part-2                                              |
| 2010/8/14  | 123  | 台湾一周1000キロ Part-1                                              |
| 2010/8/21  | 124  | 台湾一周1000キロ Part-2                                              |
| 2011/3/11  | 125  | オランダ Part-1 海洋王国の繁栄を訪ねて                               |
| 2011/3/18  | 126  | オランダ Part-2 水を制した叡智を見つめて                             |
| 2011/3/25  | 127  | ベルギー Part-1 首都ブリュッセルから北部フランダース地方へ           |
| 2011/4/ 1  | 128  | ベルギー Part-2 南部ワロン地方からルクセンブルクへ                   |
| 2011/7/ 3  | 129  | 統一イタリアの大地を行く Part-1 王国の都を巡って                     |
| 2011/7/ 3  | 130  | 統一イタリアの大地を行く Part-2 ナポリよりシチリアへ向かって         |
| 2011/7/ 9  | 131  | 統一イタリアの大地を行く Part-3 南部よりアドリア海に沿って           |
| 2011/7/ 9  | 132  | 統一イタリアの大地を行く Part-4 ヴェネツィアを目指して               |
| 2011/11/ 6 | 133  | イギリス・アイルランド大縦断 Part-1 古代から現代へ・繁栄の時をたどる |
| 2011/11/13 | 134  | イギリス・アイルランド大縦断 Part-2 イングランドの原風景に誘われて   |
| 2011/11/20 | 135  | イギリス・アイルランド大縦断 Part-3 鉄道の歴史が詰まった宝の島へ     |
| 2011/11/27 | 136  | イギリス・アイルランド大縦断 Part-4 アイルランドにケルト文化を訪ねて |
| 2011/12/ 4 | 137  | イギリス・アイルランド大縦断 Part-5 中世の古都を巡る                 |
| 2011/12/11 | 138  | イギリス・アイルランド大縦断 Part-6 北の大地・スコットランドを行く   |
| 2012/3/18  | 139  | オーストラリアの大地を行く Part-1 入植と発展の歴史を辿って           |
| 2012/3/25  | 140  | オーストラリアの大地を行く Part-2 大陸縦断鉄道ザ・ガンに乗車して     |
| 2012/6/3   | 141  | ポーランド周遊1200キロ Part-1 王国の栄華を訪ねて                     |
| 2012/6/10  | 142  | ポーランド周遊1200キロ Part-2 古都を巡ってタトラ山地へ               |
| 2012/6/17  | 143  | ウクライナ周遊2000キロ Part-1 キエフ大公国の盛衰を見つめて           |
| 2012/6/24  | 144  | ウクライナ周遊2000キロ Part-2 コサックの聖地からクリミア半島へ       |
| 2012/11/18 | 145  | 鉄道大国アメリカ Part-1 建国の歴史を訪ねて                           |
| 2012/11/18 | 146  | 鉄道大国アメリカ Part-2 熱帯のフロリダへ向かって                     |
| 2012/11/25 | 147  | 鉄道大国アメリカ Part-3 中西部の荒野を行く                           |
| 2012/11/25 | 148  | 鉄道大国アメリカ Part-4 グランドキャニオンから西海岸へ               |
| 2013/3/10  | 149  | スペイン大紀行 Part-1 芸術の都より地中海に沿って                     |
| 2013/3/10  | 150  | スペイン大紀行 Part-2 カスティーリャの古都を巡って                   |
| 2013/3/17  | 151  | スペイン大紀行 Part-3 ラ・マンチャの大地を下って                     |
| 2013/3/17  | 152  | スペイン大紀行 Part-4 アンダルシアを駆け抜けて                       |
| 2013/3/24  | 153  | スペイン大紀行 Part-5 巡礼の鉄路を辿って                             |
| 2013/3/24  | 154  | スペイン大紀行 Part-6 カトリックの聖地を目指して                     |
| 2013/8/18  | 155  | 希望の大地ミャンマーを行く Part-1 発展の鉄路を辿って                 |
| 2013/8/18  | 156  | 希望の大地ミャンマーを行く Part-2 王朝の栄枯盛衰を見つめて           |
| 2013/8/25  | 157  | 輝きの島スリランカを行く Part-1 楽園リゾートを巡って                 |
| 2013/8/25  | 158  | 輝きの島スリランカを行く Part-2 仏教文化の三角地帯を訪ねて           |
| 2013/11/17 | 159  | アルプスの瞳スロヴェニア Part-1 ユリアン・アルプスの絶景を訪ねて     |
| 2013/11/17 | 160  | アルプスの瞳スロヴェニア Part-2 神聖ローマ帝国の古都を巡る           |
| 2013/11/24 | 161  | アドリア海の楽園クロアチア Part-1 発展の都市に民族の誇りを見つめて   |
| 2013/11/24 | 162  | アドリア海の楽園クロアチア Part-2 蘇るアドリア海の輝きを求めて       |
| 2014/3/8   | 163  | 東北復興の鉄路を行く Part-1 粘り強き会津の心を感じて                 |
| 2014/3/8   | 164  | 東北復興の鉄路を行く Part-2 おくのほそ道を旅して                     |
| 2014/3/9   | 165  | 東北復興の鉄路を行く Part-3 みちのく文学の故郷を訪ねて               |
| 2014/3/9   | 166  | 東北復興の鉄路を行く Part-4 絶景の三陸海岸に沿って                   |

## 音楽
1998年、オリジナル・サウンド・トラックCDとしてポニー・キャニオンよりリリースされた。
収録曲
1. RAILWAY STORY (Opening Theme)
2. 銀河鉄道の朝
3. 路地裏の少年
4. 慕情
5. 雨の日のボレロ
6. まどろみ
7. 飛翔
8. こびとの道化師たち
9. カフェ・イン・ザ・ムード
10. 人が集う窓辺
11. カイト
12. 草原
13. のどかな風景
14. カイト（リプライズ・ヴァージョン）
15. 銀河鉄道の朝（リプライズ・ヴァージョン）
16. 銀河鉄道の朝（クリスタル・ヴァージョン）
17. ぬくもりが恋しくて

特記事項
- 作・編曲は寺嶋民哉。演奏は寺嶋本人によるシンセサイザーの他、ギターがGoro Takeyama、ボーカルがAkino Arai。
- 鉄道ものがたりのオープニングとして使用されている曲は1曲目。
- レイルウェイストーリー本編のオープニングとして使用されている曲は2曲目。
- エンディングは17曲目の「ぬくもりが恋しくて」。歌は新居昭乃が歌っている。

※ 参考資料 = 本CD（PCCL-00423）ライナーノーツ。

## ビデオ

### DVD
発売元：ジェネオンエンタテインメント（発売時社名：パイオニアLDC）。
- WOWOW Railway Story ヨーロッパ横断4000キロ オリエント急行の旅 Part.1 パリ〜ミュンヘン
- WOWOW Railway Story ヨーロッパ横断4000キロ オリエント急行の旅 Part.2 ミュンヘン〜ブダペスト
- WOWOW Railway Story ヨーロッパ横断4000キロ オリエント急行の旅 Part.3 ブダペスト〜ブカレスト
- WOWOW Railway Story ヨーロッパ横断4000キロ オリエント急行の旅 Part.4 ブカレスト〜イスタンブール
- WOWOW Railway Story オーストラリア大走破9000キロ Part.1 ケアンズ〜ブリスベン
- WOWOW Railway Story オーストラリア大走破9000キロ Part.2 ブリスベン〜シドニー〜キャンベラ
- WOWOW Railway Story オーストラリア大走破9000キロ Part.3 シドニー〜メルボルン〜アデレード
- WOWOW Railway Story オーストラリア大走破9000キロ Part.4 アデレード〜アリス・スプリングス〜パース

### HD DVD+DVDツインフォーマット版
- 発売元：ネスト
- 販売元：ウイント
- 製作：WOWOW／ネスト／ワンハート

2007年11月より毎月2タイトルを発売。以下、一部未発売（発売予定）。
- フランス Part-1 高速鉄道TGVの旅
（パリ〜モン・サン・ミシェル〜ランス〜ストラスブール〜ミュルーズ）
- フランス Part-2 TGVで行く地中海への旅
（パリ〜リヨン〜アヴィニョン〜アルル〜マルセイユ）
- 中国・悠久のシルクロード 天山北路を行く Part-1
（トルファン〜ウルムチ〜シーホーズ）
- 中国・悠久のシルクロード 天山北路を行くPart-2
（シーホーズ〜クエトン〜イーニン〜アラシャンコウ）
- ドイツ Part-1 ライン川を下り北海の港町へ
（フランクフルト〜中部ライン渓谷〜ケルン〜ブレーメン〜ハンブルク）
- ドイツ Part-2 大作曲家の足跡を訪ねて
（ハンブルク〜ロストック〜モーリー鉄道〜ベルリン〜ライプツィヒ）
- カナダ横断7000キロ Part-1 カナディアン・ロッキーを越えて（仮題）
（バンクーバー〜バンクーバー島〜ジャスパー〜エドモントン）
- カナダ横断7000キロ Part-2 カナダ中部・大平原を行く（仮題）
（ウェニペグー〜オーバ〜アガワ渓谷〜トロント）
- 中国・悠久のシルクロード 天山南路を行くPart-1
（トルファン〜コルラ〜クチャ）
- 中国・悠久のシルクロード 天山南路を行くPart-2
（クチャ〜アクス〜カシュガル）